# Яньес Муньос, Сесар Херман
Се́сар Херма́н Я́ньес Муньос (исп. César Germán Yáñez Muñoz, также известен как Педро или Мануэль, 23 октября 1942, Монтеррей, Нуэво-Леон — 16 апреля 1974, Синталапа, Чьяпас) — мексиканский партизан.
Основатель военно-политической организации сапатистов — Сил национального освобождения, которые были предшественником Сапатистской армии национального освобождения (САНО).
16 апреля 1974 года Сесар Херман Яньес был убит правительственными силами в районе Синталапа в штате Чьяпас. Тело Яньеса найдено не было, поэтому семья считает его «пропавшим без вести по политическим причинам».
Старший брат Хермана — Мархиль Яньес Муньос, известный под псевдонимом Роджер — как и отец, был врачом и в 1970-е годы помогал партизанам с медикаментами. Другой брат — Фернандо Яньес Муньос — в ноябре 1983 года стал одним из основателей первого партизанского очага САНО в Чьяпасе. Имя убитого брата он использовал в качестве псевдонима и получил известность как команданте Херман.